# Godziszka

Nieoficjalny herb wsi Godziszka

Godziszka (dawn. Godziska) – wieś w Polsce położona w województwie śląskim, w powiecie bielskim, w gminie Buczkowice.
Leży 15 km na południe od Bielska-Białej. W sąsiedztwie Szczyrku, Buczkowic, Rybarzowic, Kalnej, Słotwiny i Łodygowic.
W latach 1954–1972 wieś należała i była siedzibą władz gromady Godziszka. W latach 1975–1998 miejscowość położona była w województwie bielskim. Powierzchnia sołectwa wynosi 312 ha, a liczba ludności 2337, co daje gęstość zaludnienia równą 749 os./km².

## Historia
Tradycja przypisuje pochodzenie nazwy wsi godzeniu się zwaśnionych braci, które to pojednanie miało miejsce na terenie obecnej Godziszki. Ta legenda może też tłumaczyć znaczenie jej herbu – trzech serc. Jako genezę podaje się również porastający niegdyś tereny wsi głóg lub grodzenie ziem przez osadzonych tu chłopów.
Wzmianki o Godziszce liczącej wtedy 102 mieszkańców można znaleźć już w dokumencie z 1618 r., kiedy to Mikołaj Komorowski, właściciel Żywiecczyzny, sprzedaje „dominium łodygowickie” swemu dworzaninowi Krzysztofowi Rorowskiemu.
Według austriackiego spisu ludności z 1900 Godziszka Nowa, Godziszka Stara i Godziszka Wilkowicka miały razem obszar 315 hektarów zamieszkałych przez łącznie 1017 osób (gęstość zaludnienia 322,9 os./km²), z czego 252 w Starej, 490 w Nowej i 275 w Wilkowickiej. Wszyscy byli polskojęzyczni, a ze względu na religię 999 (98,2%) było katolikami a 18 (1,8%) wyznawcami judaizmu.
W 1914 zapadła decyzja o budowie kościoła, którą przerwała jednak I wojna światowa. Kościół ukończono więc w 1923 roku, kiedy to też Godziszka stała się parafią.

## Kultura i sport
W 2012 roku ukończono budowę boiska wielofunkcyjnego „przy Brzózkach”, znajdującego się przy ulicy Sportowej w Godziszce. Obiekt obejmuje dwa trawiaste boiska do piłki nożnej, pokryte sztuczną nawierzchnią kort tenisowy oraz boisko do koszykówki i siatkówki. Boiska i kort są ogólnodostępne, a korzystanie z nich nieodpłatne.
Na terenie wsi działalność duszpasterską prowadzi Kościół rzymskokatolicki, znajduje się tu parafia Matki Bożej Szkaplerznej.
W lipcu 2004 roku w miejscowości powstał Ludowy Zespół Sportowy „Beskid”. Obecnie w klubie funkcjonuje sekcja piłki nożnej, w skład której wchodzą zespoły seniorów i juniorów.